# Saint-André-de-Seignanx
Pour les articles homonymes, voir Saint-André.
Saint-André-de-Seignanx [sɛ̃.t‿ɑ̃dʁe də sɛɲɑ̃] est une commune française située dans le département des Landes en région Nouvelle-Aquitaine.
Le gentilé est Saint-Andrésien (ou Saint-Andrinois).

## Géographie

### Localisation
Commune de l'aire d'attraction de Bayonne située dans son unité urbaine.

### Communes limitrophes
Les communes limitrophes sont Biaudos, Labenne, Orx, Saint-Barthélemy, Saint-Martin-de-Hinx, Saint-Martin-de-Seignanx et Saubrigues.
| Labenne                  | Orx                     | Saubrigues           |
| Saint-Martin-de-Seignanx | Saint-André-de-Seignanx | Saint-Martin-de-Hinx |
|                          | Saint-Barthélemy        | Biaudos              |

### Climat
Pour des articles plus généraux, voir Climat de la Nouvelle-Aquitaine et Climat des Landes.
Historiquement, la commune est exposée à un micro climat océanique basque.  
En 2020, Météo-France publie une typologie des climats de la France métropolitaine dans laquelle la commune est dans une zone de transition entre le climat océanique et le climat de montagne et est dans la région climatique  Pyrénées atlantiques, caractérisée par une pluviométrie élevée (>1 200 mm/an) en toutes saisons, des hiver très doux (7,5 °C en plaine) et des vents faibles.
Pour la période 1971-2000, la température annuelle moyenne est de 13,9 °C, avec une amplitude thermique annuelle de 13 °C. Le cumul annuel moyen de précipitations est de 1 382 mm, avec 12,9 jours de précipitations en janvier et 8,3 jours en juillet. Pour la période 1991-2020, la température moyenne annuelle observée sur la station météorologique la plus proche, située sur la commune de Saint-Martin-de-Hinx à 7 km à vol d'oiseau, est de 14,2 °C et le cumul annuel moyen de précipitations est de 1 410,1 mm,. Pour l'avenir, les paramètres climatiques de la commune estimés pour 2050 selon différents scénarios d’émission de gaz à effet de serre sont consultables sur un site dédié publié par Météo-France en novembre 2022.

## Urbanisme

### Typologie
Au 1er janvier 2025, Saint-André-de-Seignanx est catégorisée commune rurale à habitat dispersé, selon la nouvelle grille communale de densité à sept niveaux définie par l'Insee en 2022.
Elle est hors unité urbaine,. Par ailleurs la commune fait partie de l'aire d'attraction de Bayonne (partie française), dont elle est une commune de la couronne,. Cette aire, qui regroupe 56 communes, est catégorisée dans les aires de 200 000 à moins de 700 000 habitants,.

### Occupation des sols

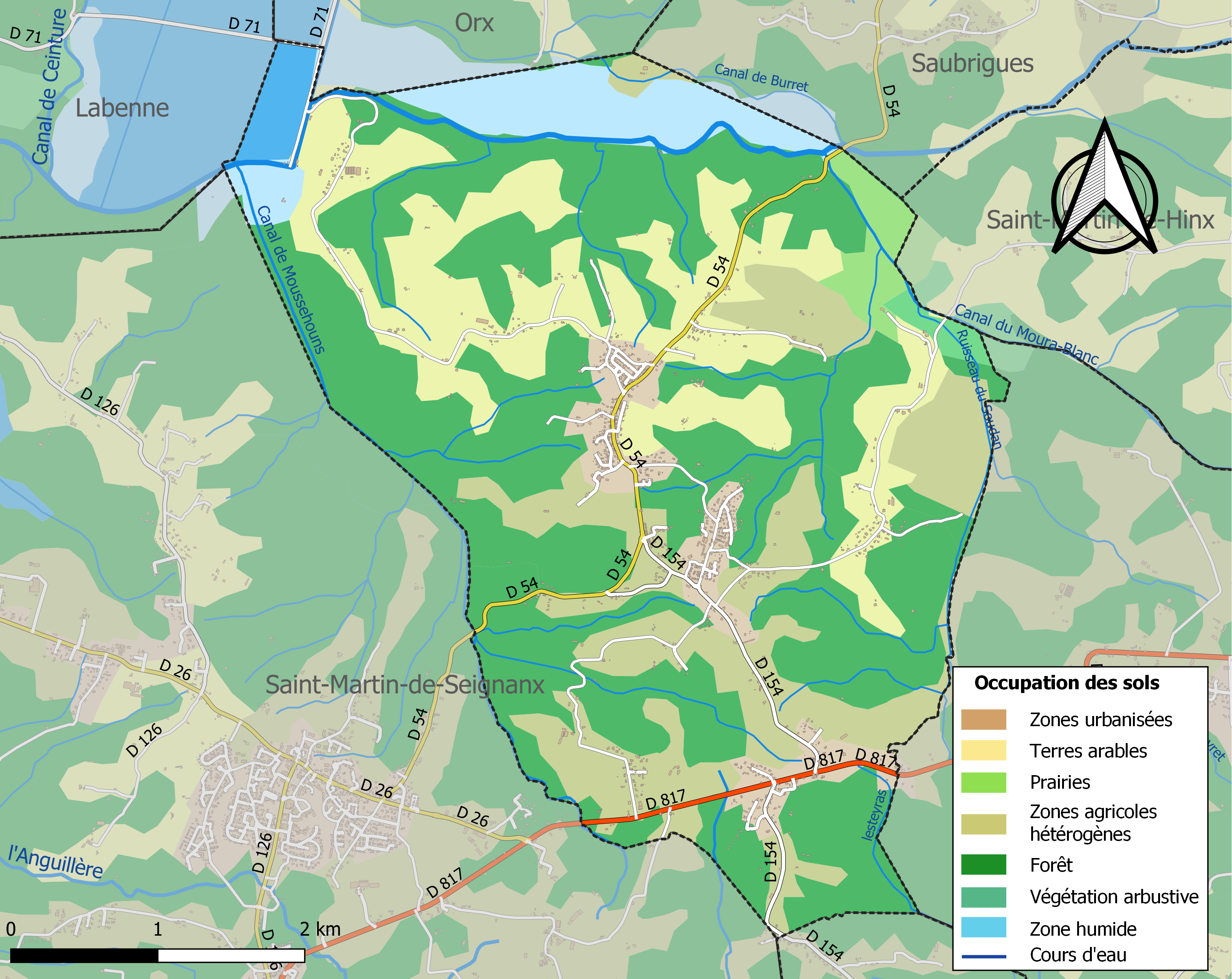
Carte des infrastructures et de l'occupation des sols de la commune en 2018 (CLC).

L'occupation des sols de la commune, telle qu'elle ressort de la base de données européenne d’occupation biophysique des sols Corine Land Cover (CLC), est marquée par l'importance des forêts et milieux semi-naturels (48,6 % en 2018), en diminution par rapport à 1990 (56,9 %). La répartition détaillée en 2018 est la suivante : forêts (48 %), terres arables (18,8 %), zones agricoles hétérogènes (18,1 %), zones humides intérieures (5,8 %), zones urbanisées (5,3 %), prairies (1,8 %), eaux continentales (1,5 %), milieux à végétation arbustive et/ou herbacée (0,6 %). L'évolution de l’occupation des sols de la commune et de ses infrastructures peut être observée sur les différentes représentations cartographiques du territoire : la carte de Cassini (XVIIIe siècle), la carte d'état-major (1820-1866) et les cartes ou photos aériennes de l'IGN pour la période actuelle (1950 à aujourd'hui).

### Lieudits et hameaux
Trois quartiers composent la commune de Saint-André-de-Seignanx :
- Castets ;
- la Moulasse ;
- l'Église.

### Risques majeurs
Le territoire de la commune de Saint-André-de-Seignanx est vulnérable à différents aléas naturels : météorologiques (tempête, orage, neige, grand froid, canicule ou sécheresse), feux de forêts, mouvements de terrains et séisme (sismicité modérée). Un site publié par le BRGM permet d'évaluer simplement et rapidement les risques d'un bien localisé soit par son adresse soit par le numéro de sa parcelle.
Saint-André-de-Seignanx est exposée au risque de feu de forêt. Depuis le 20 avril 2016, les départements de la Gironde, des Landes et de Lot-et-Garonne disposent d’un règlement interdépartemental de protection de la forêt contre les incendies. Ce règlement vise à mieux prévenir les incendies de forêt, à faciliter les interventions des services et à limiter les conséquences, que ce soit par le débroussaillement, la limitation de l’apport du feu ou la réglementation des activités en forêt. Il définit en particulier cinq niveaux de vigilance croissants auxquels sont associés différentes mesures,.
Les mouvements de terrains susceptibles de se produire sur la commune sont des tassements différentiels.

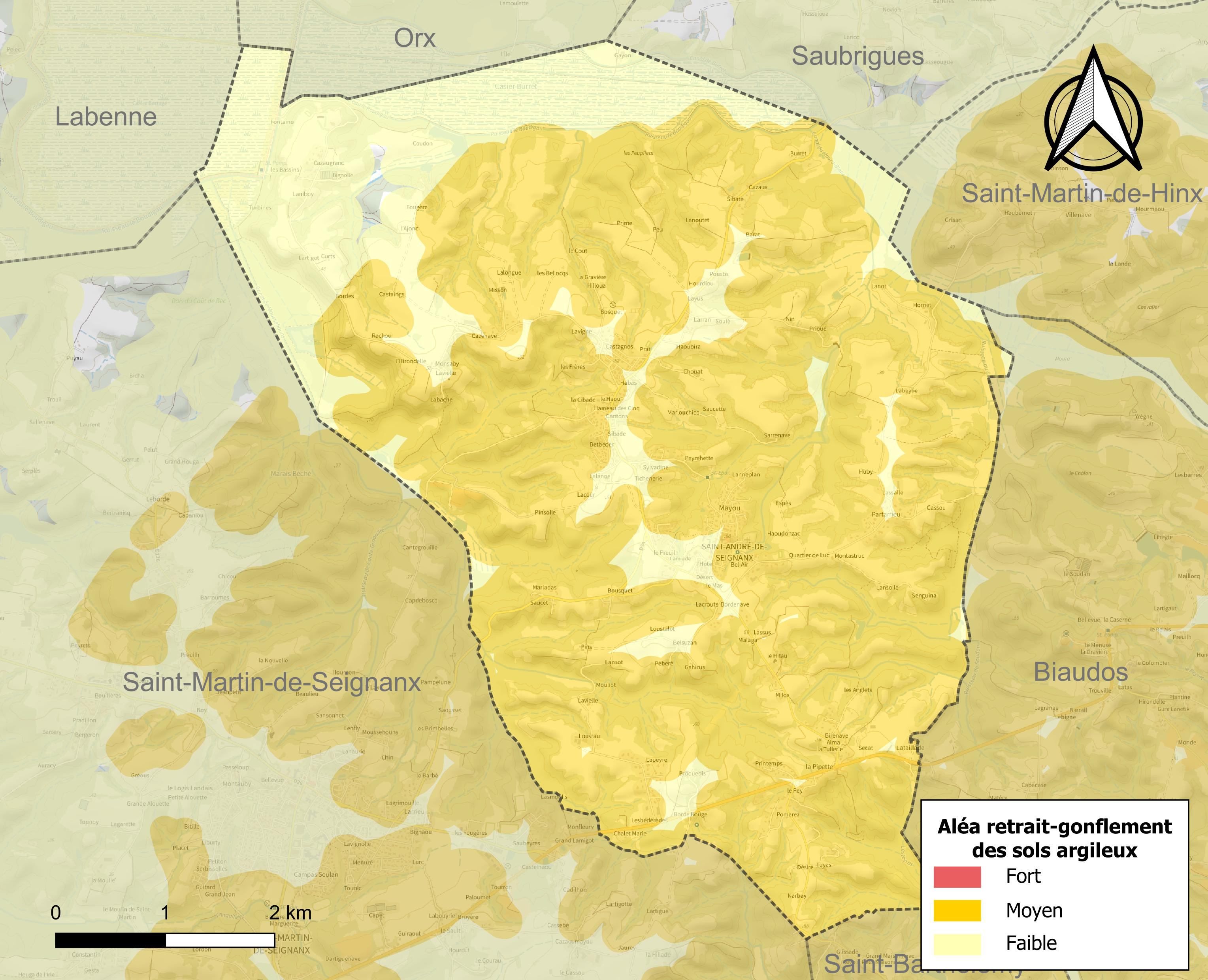
Carte des zones d'aléa retrait-gonflement des sols argileux de Saint-André-de-Seignanx.

Le retrait-gonflement des sols argileux est susceptible d'engendrer des dommages importants aux bâtiments en cas d’alternance de périodes de sécheresse et de pluie. 77,4 % de la superficie communale est en aléa moyen ou fort (19,2 % au niveau départemental et 48,5 % au niveau national). Sur les 698 bâtiments dénombrés sur la commune en 2019,  543 sont en aléa moyen ou fort, soit 78 %, à comparer aux 17 % au niveau départemental et 54 % au niveau national. Une cartographie de l'exposition du territoire national au retrait gonflement des sols argileux est disponible sur le site du BRGM,.
La commune a été reconnue en état de catastrophe naturelle au titre des dommages causés par les inondations et coulées de boue survenues en 1988, 1999 et 2009 et par des mouvements de terrain en 1999.

## Toponymie
Son nom occitan gascon est Sent Andrèu de Senhans.

## Histoire
L'histoire du village est jalonnée de tutelles romaines, barbares et wisigothes.
La commune passa ensuite sous la tutelle des ducs de Gascogne puis de la Maison Plantagenêt.
En 1261, le village devient une possession de la maison d'Albret, barons du Seignanx.
Au cours de la période de la Convention nationale (1792-1795), la commune porta le nom révolutionnaire de Haute-Montagne.
Un des deux enfants naturels de Napoléon III conçu avec Eléonore Vergeot (lingère au fort de Ham, où le futur empereur était prisonnier), Eugène Bure, surnommé Pipiou dans le pays, devint par décret "comte d'Orx" le 11 juin 1870 et s'installa après la chute de l'Empire au château de Castets, puis devint maire de Saint-André de 1885 à 1910, et fut également conseiller général du canton de Saint-Martin-de-Seignanx. Il est enterré au cimetière du village.

## Politique et administration

### Liste des maires
| Période                                  | Période        | Identité         | Étiquette   | Qualité                                                                                                   |
| ---------------------------------------- | -------------- | ---------------- | ----------- | --- |
| Les données manquantes sont à compléter. |                |                  |             | |
| 1856                                     | septembre 1864 | Louis Baron      |             | Haut fonctionnaire de préfecture. Démissionne. Deviendra sous-préfet d'Orthez à la chute du Second Empire |
| Les données manquantes sont à compléter. |                |                  |             | |
| 1885                                     | 1910           | Eugène Bure      |             | Diplomate, fils naturel de Napoléon III                                                                   |
| Les données manquantes sont à compléter. |                |                  |             | |
| 1965                                     | 1989           | Albert Loustanau |             | |
| mars 1989                                | En cours       | Jean Baylet      | PS puis REM | Retraité                                                                                                  |
| Les données manquantes sont à compléter. |                |                  |             | |

### Politique environnementale
Dans son palmarès 2024, le Conseil national de villes et villages fleuris de France a attribué une fleur à la commune.

## Démographie
| 1793 | 1800 | 1806 | 1821 | 1831 | 1836 | 1841 | 1846 | 1851 |
| ---- | ---- | ---- | ---- | ---- | ---- | ---- | ---- | ---- |
| 603  | 589  | 651  | 704  | 870  | 850  | 856  | 880  | 925  |

| 1856 | 1861 | 1866  | 1872  | 1876  | 1881  | 1886  | 1891 | 1896 |
| ---- | ---- | ----- | ----- | ----- | ----- | ----- | ---- | ---- |
| 921  | 929  | 1 016 | 1 049 | 1 067 | 1 023 | 1 008 | 959  | 943  |

| 1901 | 1906 | 1911 | 1921 | 1926 | 1931 | 1936 | 1946 | 1954 |
| ---- | ---- | ---- | ---- | ---- | ---- | ---- | ---- | ---- |
| 954  | 983  | 870  | 832  | 826  | 815  | 784  | 748  | 781  |

| 1962 | 1968 | 1975 | 1982  | 1990  | 1999  | 2006  | 2008  | 2013  |
| ---- | ---- | ---- | ----- | ----- | ----- | ----- | ----- | ----- |
| 772  | 732  | 720  | 1 020 | 1 271 | 1 275 | 1 461 | 1 518 | 1 619 |

| 2018  | 2022  | - | - | - | - | - | - | - |
| ----- | ----- | - | - | - | - | - | - | - |
| 1 812 | 1 913 | - | - | - | - | - | - | - |

## Culture locale et patrimoine

### Héraldique
| Blason de Saint-André-de-Seignanx | Blason  | D'or au sautoir estré et alésé de sable.         |
| Blason de Saint-André-de-Seignanx | Détails | Le statut officiel du blason reste à déterminer. |

## Lieux et monuments
Saint-André-de-Seignanx est apprécié pour ses maisons bourgeoises, ses châteaux, château du Hitau (XVIe siècle), château de Castets, caverie de Lalanne et pour son église Saint-André de Saint-André-de-Seignanx aux fondations romaines. Elle s'ouvre par un portail en pierre du XVe siècle de style flamboyant, surmonté d'un arc en accolade et orné, sur son tympan, d'une effigie en bas relief. 
- Le marais d'Orx, réserve naturelle de plus de 100 hectares, borde la commune au nord.

## Vie locale

### Sports
Depuis cinquante ans, le village tire sa renommée de son remarquable club de pelote basque, maintes fois distingué comme meilleur club des Landes, il s'honore de plusieurs titres de champions de France et d'une multitude de titres de champion des Landes chez les filles et les garçons, et cela des petits aux grands.

## Personnalités liées à la commune
- Eugène Bure :  maire de 1885 à 1910 - fils naturel de Napoléon III et de Éléonore Vergeot - repose dans le village.
- Jean Condom : 2° ligne international de rugby français.